# Costanilla de San Pedro

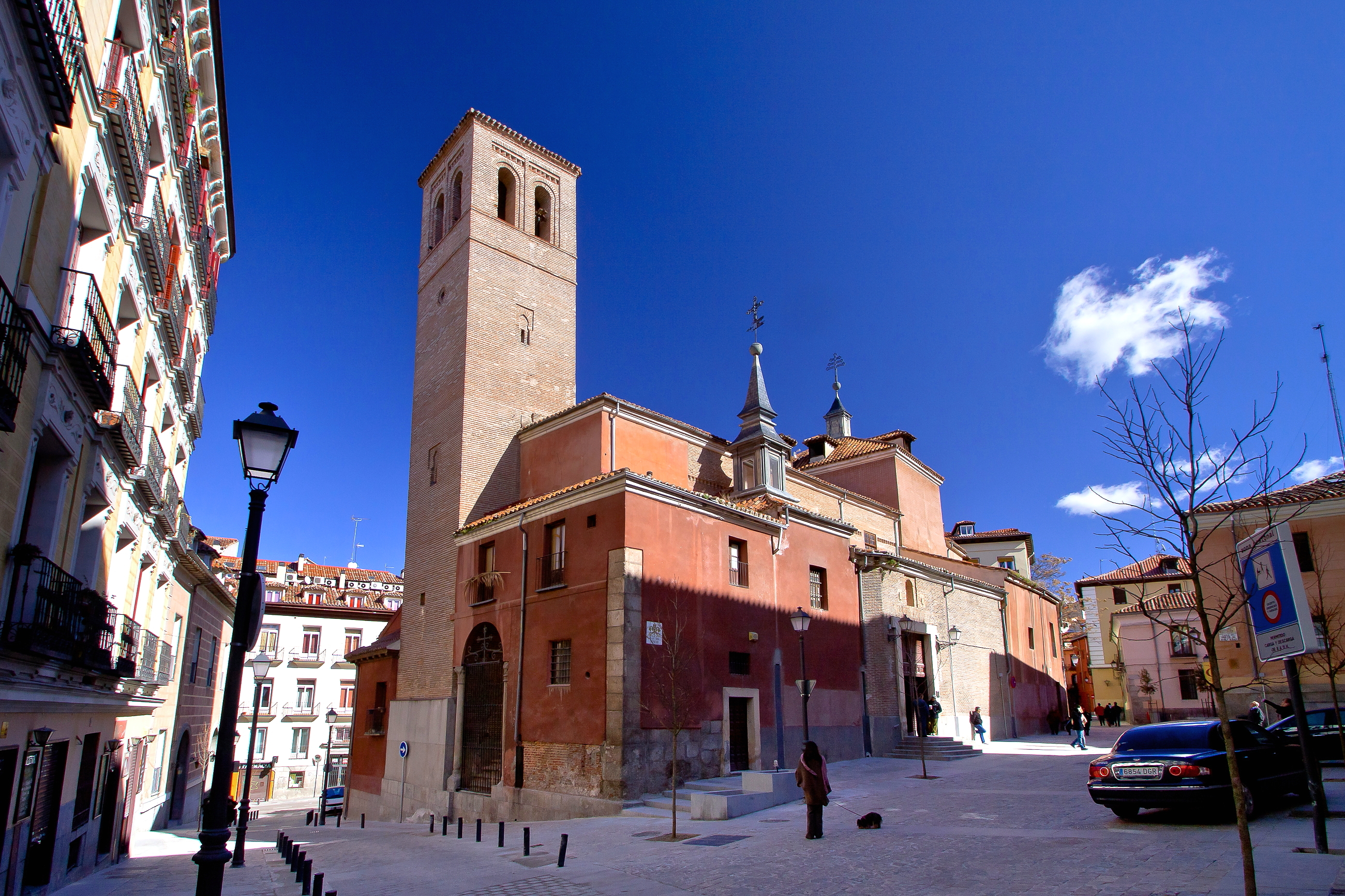
Iglesia de San Pedro El Viejo desde la Costanilla de San Pedro, del lado de San Andrés. Al fondo: la calle de Segovia, y a la derecha la calle del Nuncio.

La Costanilla de San Pedro (que antes tuvo los nombres de Costanilla del Condestable y Costanilla de la Palma) es una pequeña vía en cuesta del Madrid de los Austrias que va desde la plaza de San Andrés hasta la calle de Segovia, en el Distrito Centro (Madrid). Debe su nombre a la iglesia de San Pedro el Viejo, la segunda más antigua conservada en la capital española, después de la de San Nicolás de los Servitas.

## Historia
Ya hay noticia de la construcción de la torre de San Pedro el Viejo en el siglo XIV, siendo la iglesia de un siglo posterior. La costanilla que lleva su nombre y pasa por delante de la puerta frontal del templo, aparece sin denominar en el plano de Teixeira y como «calle de la Palma» en el plano de Espinosa. Antes llevó el rótulo de «calle del Condestable», por tener el de Castilla aquí sus casas.
Por su parte, Peñasco y Cambronero dan referencias de obras como el cierre en 1611 de una callejuela contigua a la iglesia, entre las casas del marqués del Valle y las de Luis de Luxán (de la muy hidalga saga de los Lujanes madrileños).

### El baile de San Pedro
Recoge el cronista madrileño Pedro de Répide la noticia de un «baile popular entre la majeza de la corte» que a pesar de haber «variado su denominación, llegando hasta las más absurdas y exóticas» no lo hizo en su esencia, «virtudes y excesos». Pero olvida mencionar el nombre.